# Openredu

## Origem
O Openredu é um ambiente de aprendizagem de código aberto, idealizado para proporcionar formas de colaboração entre estudantes e professores utilizando diferentes mídias e tipos de interação virtual. O Openredu é uma plataforma em nuvem, seguindo as tendências do casamento entre tecnologia da informação e educação e favorecendo a realização de MOOCs, como é feito, por exemplo, nas plataformas edX e Coursera.
A plataforma apresenta-se como uma solução para ordenar a comunicação e a prática educativa entre pais, alunos, professores e instituição promovendo a criação de uma comunidade integrada para promover o crescimento dos jovens.
O Openredu começou como uma startup, que se chamava Redu Tech. A empresa oferecia o produto Redu (www.redu.com.br, descontinuado) na forma de uma plataforma como serviço (Platform as a Service, PaaS). Depois de alguns anos, a iniciativa empreendedora não se mostrou sustentável. O número de usuários pagantes foi inferior ao percentual que tornaria o serviço sustentável no modelo de negócio freemium. Este modelo foi adotado até o final do ano de 2014. Até então, o Redu já havia recebido em torno de 32.000 usuários. Esses advinham de todos os níveis de ensino e tipos de instituições e redes, desde escolas da Educação Básica, passando por escolas do Ensino Médio, Ensino Tecnológico até o Ensino Superior e uso por empresas.
O projeto tornou-se open source em dezembro de 2014 quando, em reunião de diretoria, todos os sócios da empresa Redu Tech decidiram por unanimidade por liberar o código à sociedade. Neste momento foi enviado um comunicado para todos os usuários da plataforma informando que as atividades haviam sido interrompidas usando a seguinte expressão: 'Pedimos licença para nos reinventar'. Uma palestra foi realizada na Escola Politécnica da USP, à convite do Professor Romero Tori., contando a história 'do Redu ao Openredu'. A partir deste momento e da estreita colaboração com o grupo de pesquisa Ciências Cognitivas e Tecnologia Educacional (CCTE) do Centro de Informática da Universidade Federal de Pernambuco (UFPE), iniciou-se o processo de retorno do projeto ao centro de pesquisa.
O grupo de pesquisa CCTE já participou da criação de alguns ambientes de aprendizagem para Web e para dispositivos móveis, tendo como resultado, por exemplo, os seguintes softwares livres: Amadeus, Amadeus Droid, Amadeus Disléxicos, Openredu, Openredu Mobile e Openredu Mobile Oficial.
Atualmente o software é distribuído sob licença livre do tipo GPL 2.

## O que é o Openredu
O Openredu é um ambiente de aprendizagem que pode ser adotado para criar espaços de troca e colaboração em escolas, permitindo acesso a gestores, professores, estudantes e mesmo à comunidade em torno das escolas.
A experiência de usuários com o Openredu é a sua principal vantagem. Suas interfaces foram concebidas para que professores e alunos não necessitem de treinamento quando iniciam a usar o ambiente. O seu modelo combina as funcionalidades de um sistema de gestão de aprendizagem (Learning management system, LMS) e de uma rede social. A segunda vantagem do Openredu é a possibilidade de integrar o mesmo com todos os sistema legados da instituição via sua API (Application Program Interface) cuja documentação encontroa-se em http://developers.openredu.org. A terceira vantagem do Openredu está na integração plena com aplicativos para celular. Em um deles o professor pode criar materiais nos formatos de imagem, foto e vídeo e compartilhar com seus alunos usando apenas o celular. A experiência com os aplicativos também não necessitam de treinamento para iniciar a usar. Uma quarta vantagem do Openredu é que o mesmo é um software livre; sua comunidade está organizada em http://openredu.org. Esse tipo de licença permite que o cliente não dependa de apenas um fornecedor, permanecendo com aquele que melhor atender suas demandas sem necessidade de trocar de produto.
Principais diferenciais do Openredu em relação a outros ambientes virtuais de aprendizagem:
- Simplicidade da experiência de uso e pequena necessidade de formação inicial dos usuários
- Arquitetura de informação que facilita a organização de materiais digitais e a colaboração em torno desses
- Adoção de gênero digital do tipo mural que elimina problemas de comunicação de fóruns
- Permite melhor acompanhamento da aprendizagem por meio de visualizações
- Possui ferramentas para avaliação continuada e formativa
- Possui uma API bidirecional para importação e exportação de dados gerenciais
- Possui um repositório de objetos de aprendizagem integrado
- Licença livre GPL 2
- Permite customização e aplicação de identidade visual das instituições adotantes

Os gestores podem dispor materiais e cadastrar os usuários automaticamente por meio de sistemas integrados ou facilidades de importação.

## Como usar o Openredu
O Openredu assemelha-se a uma rede social e os usuários levam poucos minutos para criar os seus perfis e entender como ele está organizado. Uma vez devidamente cadastrado, um usuário dentro da plataforma do Openredu pode ser estudante ou professor. É possível cadastrar cursos, módulos, disciplinas e, consequentemente, se matricular nesse tipo de entidade. Os alunos podem ser avaliados através de questionários criados pelos professores, que por sua vez podem observar os resultados através de gráficos informativos que facilitam a percepção da evolução da turma diante de determinados tipos de atividade. Além disso, estudantes podem pedir ajuda e ajudar uns aos outros através de seus murais, ou diretamente em uma atividade.

### Manual em forma de livro
Para auxiliar educadores a utilizar a plataforma do Openredu, foi escrito e lançado gratuitamente um livro por um dos idealizadores e líderes do projeto,  prof. Alex Sandro Gomes:
"O livro apresenta os conceitos do ambiente Redu para educadores, exemplificando como novas e poderosas situações de ensino mediadas por tecnologia podem ser criadas. Participaram conosco da elaboração do livro pesquisadores, alunos de mestrado e doutorado do programa de pós-graduação em Ciência da Computação e Educação da UFPE. Este apresenta o ambiente virtual de aprendizagem Openredu como uma evolução das tecnologias educacionais, tendo como base conceitos de teorias de aprendizagem, colaboração e prática de ensino. Agradeceria se pudesse fazer chegar estes materiais ao maior número de Educadores. "
O livro Educar com o Redu está disponível para download gratuitamente.
Está disponível também um manual online no endereço http://help.openredu.org, mantido pela comunidade do Openredu.

### Objetos de aprendizagem
O Openredu conta com um repositório de objetos de aprendizagem pré-configurados e prontos para serem usados no ambiente de aprendizagem. Quando o Openredu é instalado, esse repositório já conta com uma coleção de cerca de 800 itens. Esta coleção pode ser ampliada continuamente. Com apenas poucas ações os usuários podem incluir esses objetos de aprendizagem nos módulos dos cursos.

## Processo de concepção e desenvolvimento

### Design de interação
Um dos pontos fortes da interface do Openredu é aproximação à aparência e fluxo de interação das redes sociais, se utilizando de uma linha do tempo para os usuários e facilitando a criação de atividades pelos professores, acesso e colaboração dos estudantes.
Durante seu processo de desenvolvimento, foram aplicadas ao Openredu técnicas e práticas de Design de Interação e de Design Centrado no Usuário. Isso significa que a interface evoluiu através de iterações de validação com o usuário, partindo de protótipos de baixa fidelidade até chegar ao estado atual, que é um produto bastante refinado em termos de experiência do usuário.
Um outro produto desse processo é o documento de guidelines de desenvolvimento do Redu, que orienta os rumos de desenvolvimento para manter a consistência do design e não perder o "sumo" obtido com as validações com usuário.

### Código
O Openredu é desenvolvido na linguagem Ruby 1.9.3, utilizando o framework Rails 3.1.0, seguindo o paradigma MVC.
O sistema é orientado a serviços (SOA), o que lhe confere boa escalabilidade. O sistema suporta dezenas de milhares de usuários com apenas uma instância rodando em um servidor (testado com mais de 30.000 usuários, com estimativas de capacidade para até 100.000).

### Aplicativos móveis
Em abril de 2013, foi lançado na App Store um aplicativo Android para acessar a plataforma do Redu.

## Comunidade Openredu
A partir de janeiro de 2015 começou a ser coordenada e animada a comunidade software livre Openredu.
A estrutura organizacional da comunidade replica os modelos de software livre. Existe uma coordenação geral, exercida pelo coordenador da comunidade. Associadas à coordenação geral há quatro grupos de líderes, em áreas afins e complementares, criadas para dar sustentabilidade ao projeto. As áreas de liderança são: Educação, Design, Desenvolvimento e Prestadores de Serviço.
- A área de Educação é a área fim do projeto. Líderes educacionais são escolhidos de forma espontânea e orgânica para animar a difusão e a adoção do software livre Openredu. Esses professores atuam promovendo e participando de ações de formação, difusão e em ações em suas instituições que permitem às redes locais de educadores se apropriarem e se beneficiarem das tecnologias associadas ao Openredu.
- A área de Design é responsável por fazer evoluir novas funcionalidades que promovem melhorias na experiência de uso da plataforma. Além disso, é a área responsável por toda a comunicação e promoção da marca e das ações da promoção da comunidade.
- A área de Desenvolvimento é responsável pela manutenção, atualização contínua e inovação de todos os aspectos arquiteturais e tecnológicos relacionados com os códigos da plataforma Openredu e os aplicativos para as mais diversas plataformas.
- A área de prestadores de serviço congrega pessoas físicas e jurídicas que desejam aprender e apropriar-se das tecnologias do Openredu para gerar negócios a partir do código livre da plataforma.

## Inovação e pesquisa
A comunidade Openredu nasceu em um meio acadêmico e é voltada para a área da Educação. Desde sua origem acadêmica, os primeiros estudos ajudaram a delinear as primeiras funcionalidades do ambiente de aprendizagem. Alunos de mestrado e doutorado do CCTE realizam pesquisas envolvendo o Redu. O temas vão de gamificação à análise de dados de colaboração, passando uma uma ampla gama de tópicos atuais de pesquisa. As teses, dissertações, monografias e artigos sobre o Openredu (desde o início do projeto Redu) estão disponíveis no Scribd do grupo.
Esse primeiro estudo versava sobre a habilidade de autorregulação da aprendizagem:
- MELO, Cássio de Albuquerque. Scaffolding of self-regulated learning in social networking. 2010. 132f. Dissertação (Mestrado em Ciência da Computação)–Programa de Pós-Graduação em Ciência da Computação, Universidade Federal de Pernambuco, Recife.[11]

As referências correspondem a estudos que permitiram conceber, evoluir e avaliar o uso do Openredu ao longo dos anos. Alguns estudos foram realizados:
- LIMA, Luiz Claudeivan Cruz. Análise das práticas docentes de planejamento e mediação em redes sociais no ensino médio. 2011. 132f. 2011. Dissertação (Mestrado em Ciência da Computação)–Programa de Pós-Graduação em Ciência da Computação, Universidade Federal de Pernambuco, Recife.[12]
- de ABREU, João Alberto Brito. Análise das práticas de aprendizagem colaborativas em Redes Sociais virtuais no ensino médio. 2011. 132f. 2011. Dissertação (Mestrado em Ciência da Computação)–Programa de Pós-Graduação em Ciência da Computação, Universidade Federal de Pernambuco, Recife. [13]
- BEZERRA JR., Elias Vidal. Ensino de Programação Orientada a Objeto mediado por Ambiente Virtual de Ensino. 2011. 132f. 2011. Dissertação (Mestrado em Ciência da Computação)–Programa de Pós-Graduação em Ciência da Computação, Universidade Federal de Pernambuco, Recife. [14]
- de SOUZA, Flávia Veloso. Estratégias de autorregulação de aprendizagem mediado por ferramentas de schedulling em uma plataforma social educacional. 2012. 132f. Tese (Doutorado em Ciência da Computação)–Programa de Pós-Graduação em Ciência da Computação, Universidade Federal de Pernambuco, Recife.[15]

## Prêmio Destaque da Comunidade Openredu
O prêmio intitulado "Destaques da Comunidade de Software Livre Openredu" que tem como propósito reconhecer contribuições significativas ao crescimento e à realização da missão da Comunidade: Desenvolver e promover tecnologias que inspirem experiências libertadoras de aprendizagem. Sendo assim, o prêmio tem por objetivo promover o reconhecimento de voluntários e entidades que tiveram atuação destacada e relevantes em prol da Comunidade de Software Livre Openredu durante desde o ano de 2017.

### Quem pode concorrer
Podem concorrer aos prêmios destaque pessoas físicas ou entidades (pessoas jurídicas) que tenham atuado de forma proativa e decisiva na promoção da Comunidade de Software Livre Openredu. Alguns formas de atuação que merecem destaque:
- atuação como líder ou representante da Comunidade de Software Livre Openredu;
- contribuir com o desenvolvimento do código;
- atuar como designer ou na comunicação e promoção da comunidade;
- atuar na formação de professores;
- atrair novos voluntários;
- assumir responsabilidades ao que tange às deliberações;
- entre tantas outras formas que decididamente promovem o crescimento de nossa comunidade.

### Processo e Cronograma Geral
- Lançamento do edital e início das candidaturas:

Neste momento são divulgadas as regras, critérios, forma de participação, possibilidade de participação e datas importantes, quem devem ser acompanhados nos canais e redes sociais da comunidade Openredu.

### Homenagem Especial do Ano
A cada ano, uma pessoa física/entidade (pessoa jurídica) será escolhida para receber o prêmio especial da Comunidade Openredu.